# ロイヤル・スモール・アームズ・ファクトリー
ロイヤル・スモール・アームズ・ファクトリー・エンフィールド (Royal Small Arms Factory, Enfield) は、英国で1804年に創設された国営ライフル工場を起源とする企業。直訳で王立小火器工廠だが、王立造兵廠、エンフィールド造兵廠といった表記もあり、訳はまちまちである。
工場は軍需委員会の決定の元でナポレオン戦争の終わり頃にエンフィールド・ロックで建設され、エンフィールドとも呼ばれる。創設以来、イギリス軍のライフルやマスケットを多数生産した。
1984年にロイヤル・オードナンス・ファクトリーズ (Royal Ordnance Factories) と共に民営化され、後にロイヤル・オードナンスの一部門になり、そのロイヤル・オードナンスもブリティッシュ・エアロスペース (BAe) に買収された。しかし、ブリティッシュ・エアロスペースは複合企業のトラファルガー・ハウスと合弁事業を起こした。1988年にロイヤル・スモール・アームズ・ファクトリーは閉鎖され、ごく一部の工場を残して跡地には住宅が建設された。

## 製品
- エンフィールド銃(Enfield Rifle Musket)
- ウィットワース銃(Whitworth rifle)
- マルティニ・ヘンリー銃(Martini-Henry)
- リー・メトフォード(Lee-Metford)
- リー・エンフィールド (Lee-Enfield)
- ブレン軽機関銃 (Bren light machine gun)
- エンフィールド・リボルバー (Enfield Revolver)
- ステンガン (Sten gun)
- ポルステン 20 mm 機関砲 (Polsten)
- タデン・ガン (Taden gun)
- EM-2 ライフル (EM-2 rifle)
- SA-80 (Small Arms 1980)
- L7汎用機関銃 (FN MAGライセンス生産)
- ボーイズ対戦車ライフル (Rifle,Anti-tank,.55in,Boys)
- アーウェン37 連発式グレネードランチャー (ARWEN 37)